# Ballon d’Or 1984

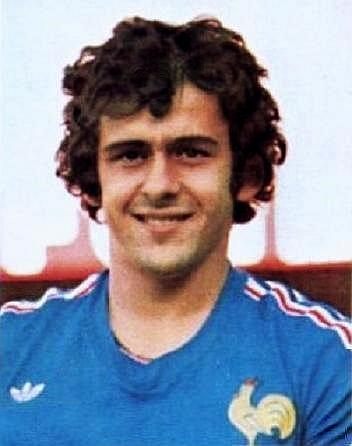
Michel Platini (1978)

Mit dem 29. Ballon d’Or (französisch für Goldener Ball) der Zeitschrift France Football wurde der Franzose Paolo Rossi von Juventus Turin am 25. Dezember 1984 als „Europas Fußballer des Jahres“ mit 71 Punkten Vorsprung vor seinem Landsmann Jean Tigana von Girondins Bordeaux ausgezeichnet. Der Preis wurde von einer Jury mit Sportjournalisten aus 26 Mitgliedsverbänden der UEFA verliehen. Platini wurde in allen Ländern gewählt, dabei stand er 24-mal an erster Position. Für ihn war es nach 1983 die zweite Auszeichnung mit dem Ballon d’Or.

## Ergebnis
| Platz | Spieler               | Nationalität   | Verein(e) 1984                       | Punkte |
| ----- | --------------------- | -------------- | ------------------------------------ | ------ |
| 01    | Michel Platini        | Frankreich     | Juventus Turin                       | 128    |
| 02    | Jean Tigana           | Frankreich     | Girondins Bordeaux                   | 57     |
| 03    | Preben Elkjær Larsen  | Dänemark       | SC Lokeren / Hellas Verona           | 48     |
| 04    | Ian Rush              | Wales          | FC Liverpool                         | 44     |
| 05    | Fernando Chalana      | Portugal       | Girondins Bordeaux                   | 18     |
| 06    | Graeme Souness        | Schottland     | Sampdoria Genua                      | 16     |
| 07    | Toni Schumacher       | BR Deutschland | 1. FC Köln                           | 12     |
| 08    | Karl-Heinz Rummenigge | BR Deutschland | FC Bayern München / Inter Mailand    | 10     |
| 09    | Alain Giresse         | Frankreich     | Girondins Bordeaux                   | 9      |
| 10    | Bryan Robson          | England        | Manchester United                    | 7      |
| 11    | Bernd Schuster        | BR Deutschland | FC Barcelona                         | 6      |
| 15    | Enzo Scifo            | Belgien        | RSC Anderlecht                       | 5      |
| 15    | Maxime Bossis         | Frankreich     | FC Nantes                            | 5      |
| 14    | Klaus Allofs          | BR Deutschland | 1. FC Köln                           | 3      |
| 14    | Antonio Cabrini       | Italien        | Juventus Turin                       | 3      |
| 14    | Hans-Peter Briegel    | BR Deutschland | 1. FC Kaiserslautern / Hellas Verona | 3      |
| 14    | Rui Jordão            | Portugal       | Sporting Lissabon                    | 3      |
| 18    | Paul McStay           | Schottland     | Celtic Glasgow                       | 2      |
| 18    | Jesper Olsen          | Dänemark       | Ajax Amsterdam / Manchester United   | 2      |
| 18    | Morten Olsen          | Dänemark       | RSC Anderlecht                       | 2      |
| 18    | Gordon Strachan       | Schottland     | FC Aberdeen / Manchester United      | 2      |
| 22    | Rinat Dassajew        | Sowjetunion    | Spartak Moskau                       | 1      |
| 22    | Mark Hateley          | England        | FC Portsmouth / AC Mailand           | 1      |
| 22    | Silviu Lung           | Rumänien       | FC Universitatea Craiova             | 1      |
| 22    | Antonio Maceda        | Spanien        | Sporting Gijón                       | 1      |
| 22    | Torbjörn Nilsson      | Schweden       | IFK Göteborg                         | 1      |